# حتپ‌حرس دوم
حتپ‌حرس دوم (به انگلیسی: Hetepheres II) شهبانویی در دودمان چهارم مصر بود.

## زندگی‌نامه
به عنوان دختر شاه خوفو، حتپ‌حرس دوم به احتمال زیاد در زمان فرمانروایی پدربزرگش سنفرو متولد شد. سنگ‌نگاره‌ای که در آرامگاه مریتیتس یکم پیدا شده نشان می‌دهد که او مادر حتپ‌حرس دوم بوده.
مدتی بعد در دوره فرمانروایی خوفو، حتپ‌حرس با برادرش کواب ازدواج می‌کند و از او دارای چهار فرزند به نام‌های دوائن‌هور، کائم‌سخم، مین‌جدف، و مرس‌عنخ سوم می‌شود. پس از مرگ شوهر نخستش، او با یکی دیگر از برادرانش ازدواج می‌کند: فرعون جدفرع. بر تخت نشستن جدفرع پس از مرگ پدرش خوفو، حتپ‌حرس دوم را شهبانوی مصر می‌کند. او از این ازدواج یک دختر به نام نفرحتپس می‌آورد.
ازدواج دخترش مرس‌عنخ سوم با فرعون خفرع، جانشین شوهر دومش، او را مادرزن شاه جدید می‌کند.
حتپ‌حرس دوم در هنگام فرمانروایی شاه شپ‌سسکاف، پسر و جانشین منکورع، مرد. او در هنگام زندگی خود پادشاهی هفت فرعون از دودمان چهارم را تجربه کرد.